# Rezerwat przyrody Szklarnia
Rezerwat przyrody Szklarnia – leśny rezerwat przyrody znajdujący się na terenie gmin Dzwola oraz Janów Lubelski, w powiecie janowskim, w województwie lubelskim. Leży w obrębie Parku Krajobrazowego Lasy Janowskie.
- położenie geograficzne – Równina Biłgorajska
- powierzchnia (według aktu powołującego) – 278,32 ha[1]
- powierzchnia (dane nadesłane z nadleśnictwa) – 278,14 ha
- rok utworzenia – 1989
- dokument powołujący – Zarządzenie Ministra Ochrony Środowiska, Zasobów Naturalnych i Leśnictwa z dnia 3 marca 1989 roku w sprawie uznania za rezerwat przyrody (MP nr 9, poz. 77).
- przedmiot ochrony (według aktu powołującego) – zachowanie charakterystycznych elementów dawnej Puszczy Solskiej, obejmujących głównie drzewostany naturalnego pochodzenia ze znacznym udziałem jodły pospolitej (Abies alba).

Przez teren rezerwatu przebiega ścieżka przyrodnicza o długości 3,5 km.